# Hyalomma
Hyalomma (von altgriechisch ὕαλος hýalos „Glas“ und ὄμμα ómma „Auge“) ist eine Gattung der Schildzecken mit etwa 27 Arten, von denen viele als Krankheitsüberträger – vor allem für das Krim-Kongo-Fieber und das Zecken-Fleckfieber – verantwortlich gemacht werden.

## Vorkommen
Die Gattung ist in den Trocken- und Halbtrockengebieten Afrikas, Asiens und Europas verbreitet, in Nord- und Mitteleuropa kam sie lange nicht vor, sie war insbesondere nicht in der Lage, dort kalte Winter zu überleben.
In der Schweiz wurden Zecken dieser Gattung 1975 beobachtet. Vermutet wurde dabei eine Einschleppung durch Zugvögel, da die Hyalomma bis zu vier Wochen an ihrem Wirt haften können. Eine systematische Erfassung findet in der Schweiz nicht statt; gemäß der Universität Zürich würde man bei einer gezielten Suche auf Exemplare dieser Gattung stoßen.
In Deutschland wurde 2015 erstmals ein an einem Pferd saugendes Exemplar von Hyalomma rufipes nachgewiesen. Nach zwei Einzelfunden in den Jahren 2015 und 2017 wurden in Deutschland 2018 sieben Exemplare festgestellt, die vermutlich durch Vögel eingeschleppt wurden. Wissenschaftler führen ihr Auftreten auf den heißen, trockenen Sommer in Deutschland zurück, da Hyalomma-Arten eine geringe Luftfeuchtigkeit benötigen. An einem Tier wurden Rickettsia-Bakterien festgestellt, die das Zecken-Fleckfieber auslösen. In Nordrhein-Westfalen wurde eine Hyalomma-Art im Oktober 2018 nachgewiesen, im Dezember 2018 auch in Schleswig-Holstein. Neue Zeckenfunde im Juni 2019 – fünf Tiere wurden auf einem Pferdehof in Nordrhein-Westfalen entdeckt, ein weiteres in Niedersachsen – legen nahe, dass einige Vertreter erstmals in Deutschland überwintern konnten. Das schlossen Forscher der Universität Hohenheim und der Universität der Bundeswehr München aus dem Alter der Tiere. Im August 2019 war eine Hyalomma-Zecke erstmals offiziell Krankheitsüberträger des Fleckfiebers in Deutschland.

## Beschreibung
Die Gattung Hyalomma umfasst mindestens 27 Arten, die morphologisch schwer zu differenzieren sind. Die Vertreter sind zwei-, manche auch dreiwirtig. Augen sind vorhanden. Festons können vorhanden sein oder fehlen. Das Capitulum und die Palpen sind lang. Der Rückenschild (Scutum) ist ohne Ornamente. Männliche Adulti haben an der Unterseite hervorstehende Adanalschilde und sich daran seitlich anschließende akzessorische Schilde. Im Vergleich zum in Mitteleuropa verbreiteten Gemeinen Holzbock ist die Hyalomma deutlich größer. Die Hyalomma-Zecke jagt aktiv, hat gute Augen und läuft schnell, so dass sie ihre Opfer über mehrere hundert Meter verfolgen kann.

## Relevanz als Krankheitsüberträger
Es ist bekannt, dass Zecken der Gattung Hyalomma Vektor und Reservoir des Krim-Kongo-Virus sein können. Zudem sind sie potentiell auch Vektoren für andere, zum Teil hinsichtlich ihrer Humanpathogenität bisher nicht gut charakterisierte Viren (Bhanja-, Togoto-, Dori- oder Batken-Virus) und etliche Bakterien. Das Robert Koch-Institut (RKI) beurteilte in einer Stellungnahme vom Februar 2019 das Krim-Kongo-Virus als den relevantesten durch Hyalomma übertragbaren Erreger. Die am RKI molekular näher charakterisierten gefundenen Zecken-Exemplare gehörten zu den Arten H. rufipes und H. marginatum, von denen bekannt ist, dass sie an Vögeln parasitieren, was für eine Einschleppung durch Zugvögel spricht. Am Beispiel der Türkei sei zu sehen, dass sich derartige Einschleppungen sehr dynamisch entwickeln können. Seit den ersten registrierten Fällen im Jahr 2002 wurden in der Türkei bis zum Jahr 2019 mehr als 10.000 Fälle von Krim-Kongo-Fieber mit einer Letalität von fast 5 Prozent registriert. Enger Kontakt zu Nutztieren war der Hauptrisikofaktor.

## Systematik
Die Gattung wird in mindestens drei Untergattungen unterteilt:
- Euhyalomma
- Hyalomma Koch, 1844
- Hyalommasta Schulze, 1930

Die Arten:
- Hyalomma aegyptium (Linnaeus, 1758)
- Hyalomma albiparmatum Schulze, 1919
- Hyalomma anatolicum Koch, 1844
- Hyalomma arabica Pegram, Hoogstraal & Wassef, 1982
- Hyalomma asiaticum Schulze & Schlottke, 1930
- Hyalomma brevipunctata Sharif, 1928
- Hyalomma detrium Schulze, 1919
- Hyalomma dromedarii Koch, 1844
- Hyalomma erythraeum Tonelli-Rondelli, 1932
- Hyalomma franchinii Tonelli-Rondelli, 1932
- Hyalomma glabrum Delpy, 1949
- Hyalomma hussaini Sharif, 1928
- Hyalomma hystricis Dhanda & Raja, 1974
- Hyalomma impeltatum Schulze & Schlottke, 1930
- Hyalomma impressum Koch, 1844
- Hyalomma isaaci Sharif, 1928
- Hyalomma kumari Sharif, 1928
- Hyalomma lusitanicum Koch, 1844
- Hyalomma marginatum Koch, 1844 (2018 in Dtld. gefunden)
- Hyalomma nitidum Schulze, 1919
- Hyalomma plumbeum (Panzer, 1795)
- Hyalomma punt Hoogstraal, Kaiser & Pedersen, 1969
- Hyalomma rhipicephaloides Neumann, 1901
- Hyalomma rufipes Koch, 1844 (2016 in Dtld. gefunden)
- Hyalomma savignyi Gervais, 1844
- Hyalomma schulzei Olenev, 1931
- Hyalomma scupense Schulze, 1919[20]
- Hyalomma sinaii Feldman-Muhsam, 1960
- Hyalomma somalicum Tonelli-Rondelli, 1932
- Hyalomma truncatum Koch. 1844
- Hyalomma turanicum Pomerantsev, 1946